# Cinnyris nectarinioides
Cinnyris nectarinioides е вид птица от семейство Nectariniidae.